# Georg Büchner
Georg Büchner, född 17 oktober 1813 i Goddelau (Riedstadt) vid Darmstadt, död 19 februari 1837 i Zürich, var en tysk författare, revolutionär, filosof, läkare och zoolog. Han var bror till Luise, Ludwig och Alexander Büchner.

## Biografi
Mellan 1831 och 1834 studerade Büchner medicin i Strasbourg, Gießen och Darmstadt. Under denna tid deltog han i den republikanska rörelsen i Hessen. Han var medgrundare av ett sällskap för mänskliga rättigheter och författade under våren 1834 det revolutionära flygbladet Der Hessische Landbote, vilket under mottot "Fred åt hyddorna, krig åt palatsen!" ville påverka landsortsbefolkningen att revoltera. 
Utöver sin politiska verksamhet fördjupade Büchner sig i den franska revolutionens historia och skrev i början av 1835 revolutionsdramat Dantons död. När han skrev dramat använde han sig av historiska källor, ibland ordagrant, något han även skulle göra i novellen Lenz och i dramafragmentet Woyzeck.
1835 flydde Büchner till Schweiz eftersom han var eftersökt för "deltagande i statsförrädiska handlingar". I Schweiz skrev han den redan nämnda novellen Lenz samt komedin Leonce och Lena. Samtidigt med sitt författarskap arbetade Büchner intensivt på sin disputation om fiskars nervsystem. Büchners främsta mål var inte att verka som författare; han efterstävande en docentur vid universitetet i Zürich. Därför flyttade han dit 1836, och där skrev han sitt sista och mest berömda verk - Woyzeck. I dramat, som bygger på ett autentiskt fall, skildrar Büchner i korta, skarpa scener berättelsen om en fattig soldat som av svartsjuka mördar sin älskade. Verket, som visar Woyzeck som ett offer för fattigdom och samhälleliga förhållanden, har influerat författare in i modern tid, bland andra Bertolt Brecht och Max Frisch, och senast Steve Sem-Sandberg i hans roman Woyzeck från 2019. Büchner insjuknade i tyfus och avled i Zürich 1837.
Operan Wozzeck av Alban Berg bygger, trots stavningen, på Georg Büchners drama.
1923 instiftades Georg Büchner-priset, vilket numera anses som det mest prestigefyllda litteraturpriset i Tyskland.